# Miss Universo Ucrania
Miss Universo Ucrania (en ucraniano: Міс Всесвіт Україна, romanizado: Mis Vsesvit Ukrayina) es un concurso de belleza nacional en Ucrania. Se encarga de seleccionar a la representante del país para el concurso Miss Universo.
La actual Miss Ucrania Universo es Sofiya Tkachuk, de Rivne, quien fue coronada el 9 de junio de 2025.

## Historia
El concurso fue fundado en 2006 por Oleksandra Nikolayenko, Miss Ucrania 2001 y quien representó a Ucrania en Miss Mundo 2001 y Miss Universo 2004. En 2016, Nikolayenko vendió el concurso a Anna Filimonova, la actual directora del concurso.

## Ganadoras
: Declarada como ganadora
     : Terminó como finalista
     : Terminó como una de las semifinalistas o cuartofinalistas
     : Terminó como ganadora de premios especiales
| Año  | Óblast         | Miss Universo Ucrania  | Posición en Miss Universo | Premios especiales                                 | Notas |
| ---- | -------------- | ---------------------- | ------------------------- | -------------------------------------------------- | --- |
| 2025 | Rivne          | Sofiya Tkachuk         | Por competir              | Por competir                                       | |
| 2024 | Odesa          | Alina Ponomarenko      | No clasificó              |                                                    | |
| 2023 | Kiev           | Angelina Usanova       | No clasificó              | - Voice for Change (Top 10)                        | - Más tarde Miss Eco Internacional 2024                                                                                                   |
| 2022 | Chernígov      | Viktoria Apanasenko    | No clasificó              | - Premio Spirit of Carnival - Mejor Traje Nacional | Designada: debido al impacto de la guerra rusa contra Ucrania, la primera finalista de 2021 fue coronada como Miss Universo Ucrania 2022. |
| 2021 | Dnipropetrovsk | Hanna Nepliakh         | No clasificó              |                                                    | |
| 2020 | Kiev           | Yelyzaveta Yastremska  | No clasificó              |                                                    | Designada: debido al impacto de la pandemia de COVID-19, la primera finalista de 2019 fue coronada como Miss Universo Ucrania 2020.       |
| 2019 | Zaporiyia      | Anastasia Subbota      | No clasificó              |                                                    | |
| 2018 | Odesa          | Karina Zhosan          | No clasificó              |                                                    | |
| 2017 | Kiev           | Yana Krasnikova        | No clasificó              |                                                    | |
| 2016 | Kiev           | Alena Spodynyuk        | No clasificó              |                                                    | Dirección de Anna Filimonova. |
| 2015 | Kiev           | Anna Vergelskaya       | No clasificó              |                                                    | |
| 2014 | Járkov         | Diana Harkusha         | Segunda finalista         |                                                    | Designada: Harkusha fue designada después de la renuncia de Andres.                                                                       |
| 2014 | Leópolis       | Anna Andres            | No compitió               | No compitió                                        | Renunció: Anna Andres se retiró del concurso por motivos personales.                                                                      |
| 2013 | Vínnitsa       | Olga Storozhenko       | Top 10                    |                                                    | |
| 2012 | Járkov         | Anastasia Chernova     | No clasificó              |                                                    | |
| 2011 | Odesa          | Olesya Stefanko        | Primera finalista         |                                                    | |
| 2010 | Jersón         | Anna Poslavska         | Tercera finalista         |                                                    | |
| 2009 | Donetsk        | Khrystyna Kots-Hotlib  | No clasificó              |                                                    | |
| 2008 | Járkov         | Eleonora Masalab       | No clasificó              |                                                    | |
| 2007 | Járkov         | Lyudmila Bikmullina    | Top 15                    |                                                    | |
| 2006 | Chernivtsí     | Inna Tsymbalyuk        | Top 20                    |                                                    | Dirección de Oleksandra Nikolayenko. |
| 2005 | Kiev           | Juliya Chernyshova     | No clasificó              |                                                    | |
| 2004 | Odesa          | Oleksandra Nikolayenko | No clasificó              |                                                    | |
| 2003 | Kiev           | Lilja Kopytova         | No clasificó              |                                                    | |
| 2002 | Kiev           | Liliana Gorova         | No clasificó              |                                                    | |
| 2001 | Zaporiyia      | Yuliya Linova          | No clasificó              |                                                    | |
| 2000 | Dnipropetrovsk | Natalie Shvachko       | No clasificó              |                                                    | |
| 1999 | Kiev           | Zhanna Pikhulya        | No clasificó              |                                                    | |
| 1998 | Járkov         | Olena Spirina          | No clasificó              |                                                    | |
| 1997 | Járkov         | Natalia Nadtochey      | No clasificó              |                                                    | |
| 1996 | Kiev           | Irina Borisova         | No clasificó              |                                                    | |
| 1995 | Kiev           | Irina Chernomaz        | No clasificó              |                                                    | |